# Пароплавчик Віллі
«Пароплавчик Віллі» (англ. Steamboat Willie) — американський короткометражний анімаційний фільм 1928 року, знятий Волтом Діснеєм та Абом Айверксом. Мультфільм вважається дебютом Міккі та Мінні Маусів, хоча обидва персонажі з'явилися кількома місяцями раніше в тестовому показі «Божевільного літака» (англ. Plane Crazy). Один з перших мультфільмів з синхронізованим звуком, а також один з перших мультфільмів, що має повністю пост-виробничий саундтрек.
Мультфільм займає 13 місце в списку 50 найвизначніших мультфільмів, складеному істориком анімації Джеррі Беком в 1994 році.

## Сюжет
Мікі Маус управляє річковим пароплавом, уявляючи себе капітаном судна. Він весело насвистує мелодію і смикає за мотузку, внаслідок чого пароплав видає три гудки. Незабаром на палубі з'являється справжній капітан (Піт) і сердито проганяє Мікі з містка. Коли Піт відвертається, Мікі Маус голосно фиркає на нього. Піт штовхає мишеня, яке падає вниз по сходах і, послизнувшись, падає у відро з водою. Папуга, який перебував поруч, починає сміятися над Мікі Маусом, і той кидає відро в птицю.
Керуючи судном, Піт дістає жувальний тютюн і, трохи відкусивши, спльовує його. Вітром плювок повертається назад і вдаряє в дзвін. Розвеселившись, Піт відкушує ще тютюну і знову спльовує, потрапляючи на цей раз собі в обличчя.
Через деякий час пароплав робить зупинку, щоб забрати худобу. Коли пароплав відпливає, підбігає Мінні, намагаючись встигнути на судно. Мікі не бачить її, але вона біжить за пароплавом по берегу. Мікі Маус, помітивши Мінні, використовує вантажний кран для того, щоб підняти її на палубу.
Приземляючись на палубу, Мінні Маус випадково упускає гітару і кілька листів з нотами «Turkey in the Straw», які з'їдає коза. Дві мишки використовують козу як грамофон, на якому вони грають, використовуючи хвіст тварини замість руків'я. Мікі «акомпанує», використовуючи різні предмети на судні, і «грає» на тваринах, як на музичних інструментах.
Нарешті приходить капітан Піт і змушує Мікі Мауса чистити картоплю. Коли Мікі береться до роботи, прилітає той же папуга і починає сміятися над мишеням. Мультфільм закінчується тим, що мишеня кидає в папугу картоплину, і птах падає в воду, а Мікі починає сміятися.

## Історія створення
Міккі Маус був створений в якості заміни Освальду Щасливому Кролику, більш ранньому мультиплікаційному персонажу студії Дісней, який на той час належав Universal Pictures. Перші два фільми про Міккі Мауса, «Plane Crazy» та «The Gallopin' Gaucho», були без звуку і не знайшли дистриб'ютора. За словами Роя О. Діснея, Волт Дісней надихнувся на створення звукового мультфільму після перегляду стрічки «Співак джазу» (1927). Волт вважав, що додавання звуку до мультфільму значно підвищить його привабливість.
Однак Пароплавчик Віллі не був першим мультфільмом із синхронізованим звуком. Починаючи з травня 1924 року і до вересня 1926 року, студія Inkwell випустила 19 звукових мультфільмів, що входили до серії «Song Car-Tunes», використовуючи технологію "звук на плівці" Phonofilm. Однак у "Song Car-Tunes" не вдалося повністю синхронізувати звук, тоді як Пароплавчик Віллі був створений з використанням клік-треку.
Виробництво тривало з липня по вересень 1928 року. Бюджет мультфільму, згідно з особистими нотатками Роя О. Діснея, становив $4,986.69, включно з копіями для кінотеатрів.

## Статус авторського права
Мультфільм перейшов у суспільне надбання США 1 січня 2024 року, більш ніж через 95 років після його випуску.

## Культурний вплив
- У епізоді «Itchy & Scratchy: The Movie» (s4e6) «Сімпсонів» міститься коротка пародія на початкову сцену Пароплавчика Віллі під назвою Пароплавчик Сверблячки (англ. Steamboat Itchy).[16]
- У романі Стівена Кінга «Зелена миля» важливу роль відіграє мишеня, яке осілося в блоці смертників. Наглядачі спочатку прозвали його Пароплав Віллі (Пізніше один з ув'язнених дав йому іншу кличку, містер Джінглес) на честь героя мультфільму: «В ті дні більшість людей називали так знамените мишеня, тепер відоме всім як Мікі Маус. А все через перший звуковий мультфільм, де він закочував очі, крутив стегнами й смикав за мотузку клапана подачі пари в гудок у рубці пароплава».[17]
- У фільмі «Врятувати рядового Райана» 1998 року, дія якого відбувається в 1944 році, німецький військовополонений на прізвисько "Пароплав Віллі" намагається завоювати симпатію своїх американських бранців, розповідаючи про Міккі Мауса.[18]
- У епізоді «The New Terrance and Philip Movie Trailer» (s6e5) «Південного Парку» є момент з Расселом Кроу, який плаває на своєму буксирі в пошуках металобрухту. Під час однієї з таких подорожей Кроу приймає позу і крутить штурвал так само, як це робив Міккі Маус.
- На початку мультфільму «Футурама: Звір з мільярдом спин» 2008 року пародіюється сцена з Пароплавчика Віллі.
- 2 січня 2024 року (через день після того, як мультфільм перейшов у суспільне надбання) відбувся анонс фільму жахів «Крикоплавчик» (англ. Screamboat), про групу ньюйоркців на поромі, яких переслідує лиховісна версія Пароплавчика Віллі.[19][20]

## Галерея

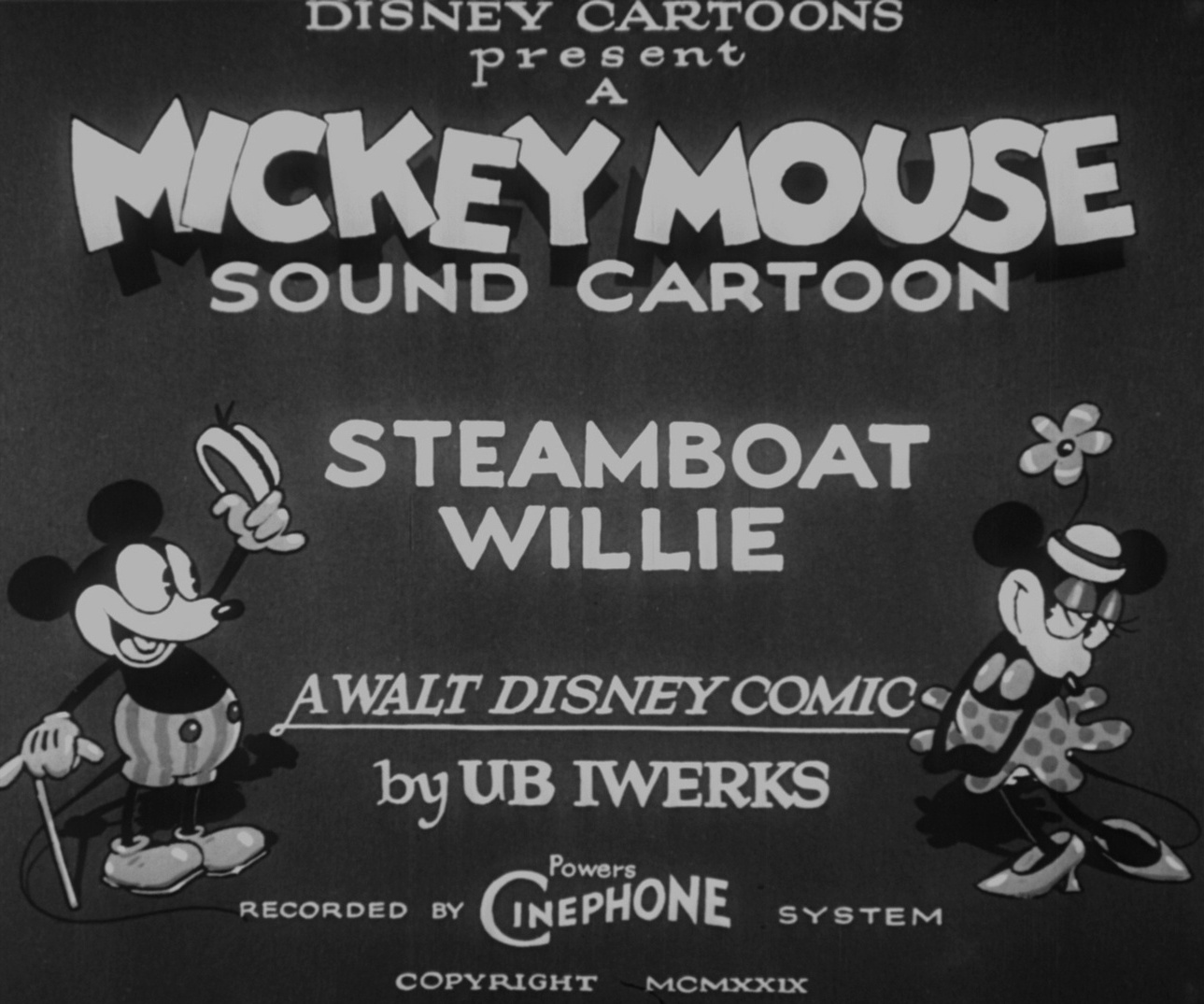
Інтертитри
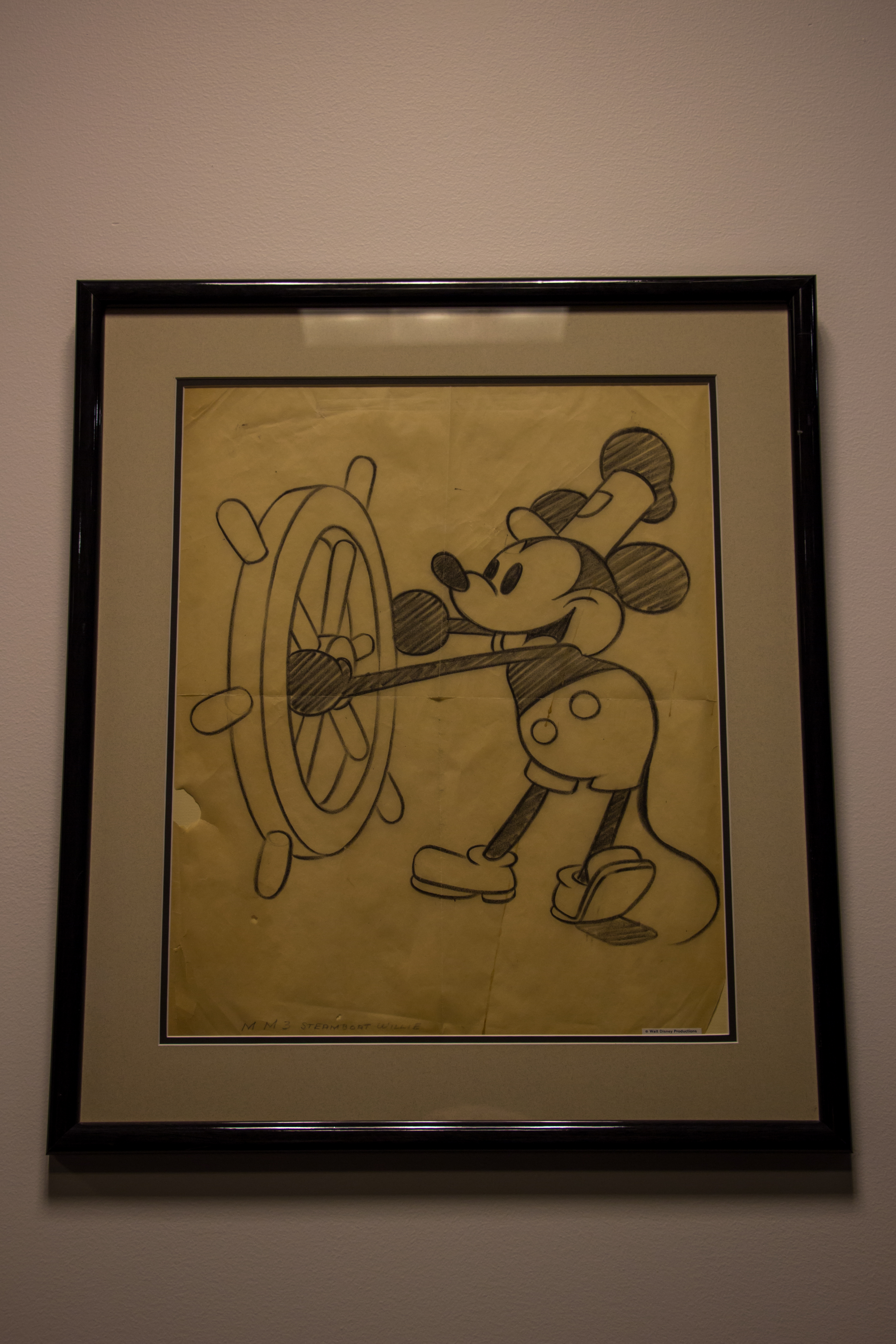
Архів Волта Діснея в Бербанку
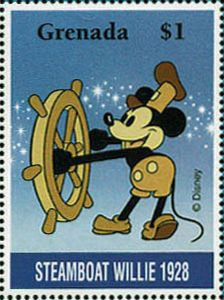
Поштова марка з Гренади
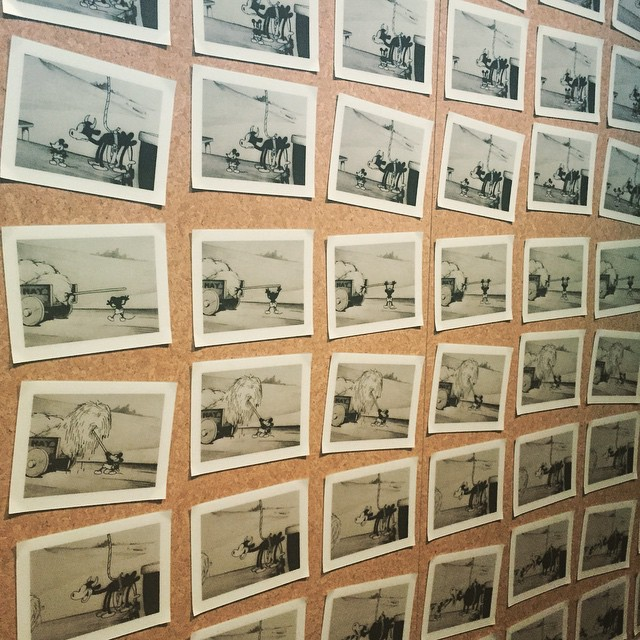
Розкадрування мультфільму